# Wiatrak holenderski w Łąkorzu
Wiatrak holenderski w Łąkorzu – murowany wiatrak holenderski zlokalizowany we wsi Łąkorz w województwie warmińsko-mazurskim, w powiecie nowomiejskim, w gminie Biskupiec.

## Opis
Wiatrak znajduje się na górze zwanej Łysochą w Łąkorzu. Ma wysokość 14 metrów. Zbudowano go w kształcie stożka na planie koła. Ściany wymurowano "z czerwonej cegły wiśniówki i zendrówki wiązanej w układ polski – krzyżowy". Dach w którym umieszczono skrzydła obracał się "na rolkach po żelaznym pierścieniu, wmontowanym w oczep budynku. Podstawą systemu napędowego wiatraka były przede wszystkim śmigi osadzone w głowicy wału napędowego. Skrzydła poruszały wał skrzydłowy z kołem palecznym, obroty koła przenoszone były na system uruchamiający paprzycę i górny kamień mlewnika. Taki system napędowy wprawiał w ruch kamienie młyńskie, zwane mlewnikami kamiennymi, co umożliwiało rozdrabnianie ziarna". Dwa wejścia do wiatraka zostały umieszczone po przeciwnych stronach budynku.

## Historia
Wiatrak zbudowano w połowie XIX wieku. Przed II wojną światową wiatrak należał do niemieckiej rodziny Lowinów, a po 1945 roku przeszedł na własność skarbu państwa. Pracował do 1956 roku (głównie produkując śrutę dla zwierząt), gdy nakazano zdjęcie skrzydeł z dachu. Spółdzielnia Kółek Rolniczych w Łąkorzu do 1975 roku w wiatraku świadczyła usługi mielenia śruty śrutownikiem o napędzie elektrycznym. Potem obiekt niszczał do 1993 roku, gdy został sprzedany rodzinie polskiego pochodzenia mieszkającej w Niemczech. Ta jednak nie zapewniła mu odpowiedniej opieki. W 2006 roku dzięki staraniom Jana Ostrowskiego, kustosza Muzeum Lokalnego w Łąkorzu i wsparciu gminy Biskupiec wiatrak odkupiło Łąkorskie Stowarzyszenie Ochrony Przyrody i Dziedzictwa Kulturowego.
W 2007 roku został wyremontowany dach, a w 2009 roku zbudowano schody łączące 4 kondygnacje i wymieniono stropy i podłogi. 